# متحف الكهرباء

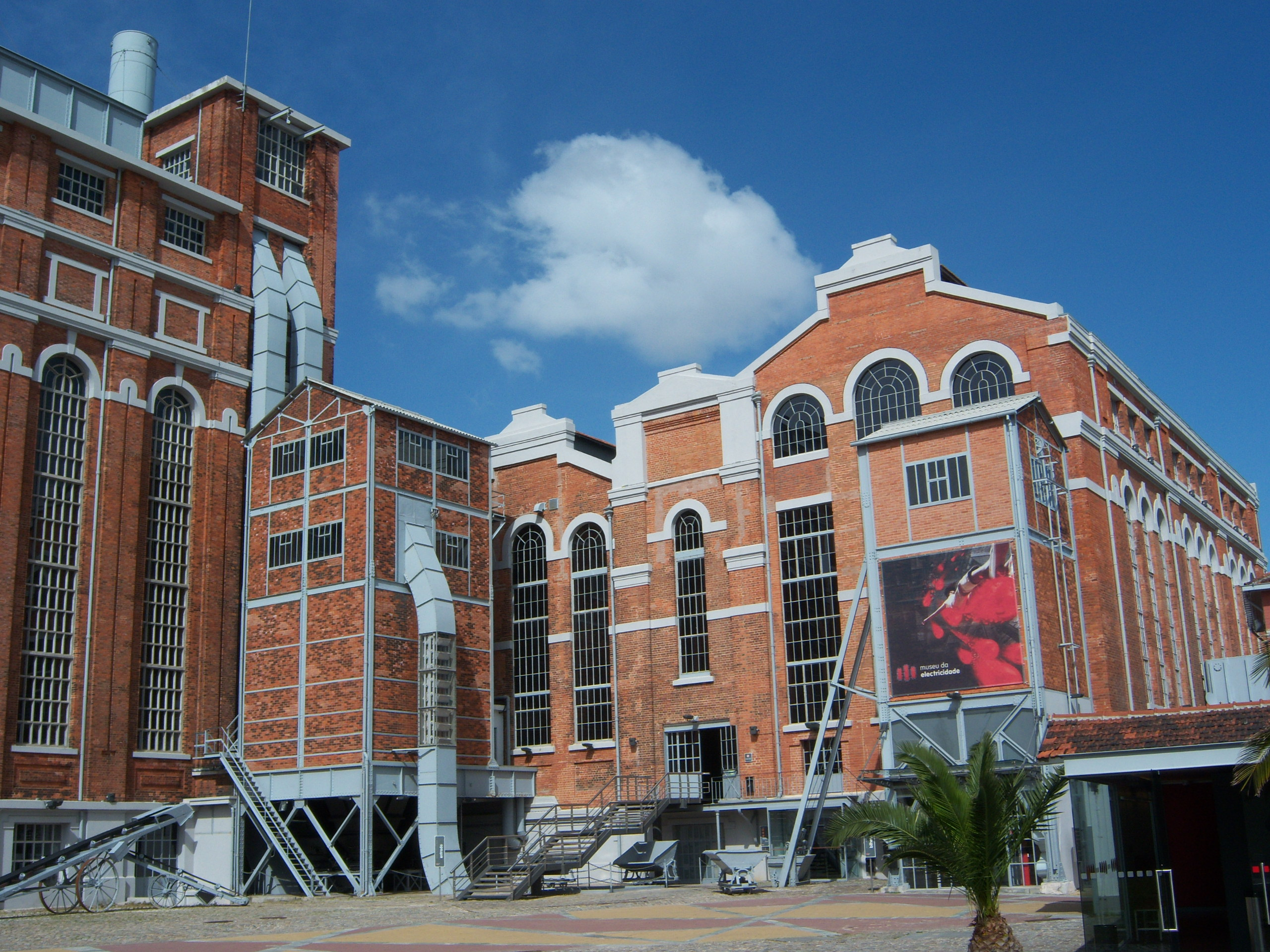

متحف الكهرباء هو مركز ثقافي يعرض فيه ماضي، وحاضر، ومستقبل الطاقة، وبمفهوم متحف للعلوم والآثار الصناعية، حيث يوجد جنبا إلى جنب المعارض الموضوعية والتجربية، بكل الاختلافات الثقافية. ويقع المتحف في حي بيليم، في أراضي استولت عليها مدينة لشبونة من نهر تيجو في القرن التاسع عشر، في حي من أضخم وأعرق الأحياء تاريخيا في المدينة حيث يمكننا أن نجد فيه دير جيرونيموس، والمركز الثقافي لبيليم، برج بيليم ، نصب الاكتشافات، قصر ومتحف رئاسة الجمهورية البرتغالية، متحف `سيارات قديمة` أو متحف الأحبال الوطنية.
المبنى يعتبر من ´ضمن مباني المصلحة العامة` ومتحف الكهرباء نشأ في أركان محطة توليد الطاقة الحرارية القديمة تيجو والتي أضاءت مدينة لشبونة لمدة أربع عقود.
افتتاح المتحف كان في عام 1990 وبعد مرور عشر سنوات تم إعادة تأهيل مبانيه ومعداته لإعادة افتتاحه مرة أخرى في عام 2006 بعد اكتمال التعديلات والتحديثات ليصبح أكثر تنظيما.
اليوم، المتحف بجوانبه الثقافية والتخصصية يتيح للزائر الاستمتاع بعروضه المختلفة، بداية من المعرض الدائم للمتحف حيث يعرض ويشرح عن طريق المحركات الأصلية في محطة تيجو القديمة وطرق العمل في المحطة، إلى المعارض المؤقتة بأنواعها المختلفة ( رسم، نحت، تصوير) مرورا بالأماكن التعليمية والتجارب المختصة بالطاقة مثل الألعاب التربوية، أو عرض الطاقة الشمسية في الخارج، أو المسرح، الندوات، مؤتمرات وغيرها.
متحف الكهرباء هو جزء من اصول وملكية مؤسسة اي دي بي والتي تتبع لمجموعة أي دي بي – طاقات البرتغال

## الهندسة المعمارية
كل المباني التي تخص محطة تيجو تمثل محطة طاقة حرارية قديمة والتي أمدت مدينة لشبونة والمنطقة بالكهرباء. بناء معماري فريد من نوعه في لشبونة، وواحد من أجمل النماذج المعمارية الصناعية في النصف الأول من القرن العشرين في البرتغال.
محطة تيجو تم بنائها بين عام 1908 و عام 1951 وقد مر عليها في هذه الفترة العديد من مراحل التطوير. وهيكلها على غرار المعمار الغربي من الحديد المغطى بالطوب، مزينة واجهاتها بالطابع الفني المزخرف من الفن الحديث في اساستها القديمة (مبنى الضغط المنخفض) إلى الكلاسيكية القديمة في (مبني الضغط المرتفع) بالإضافة إلى التوسعات التي حدثت في المحطة على مدار السنين كشراء أراضي ومباني مجاورة للمحطة، لتمثل اليوم منشأة صناعية كبيرة للأغراض الثقافية المتنوعة الدائمة المتمثلة في نهر تيجو والذي كان سبب في تسمية المحطة بهذا الاسم.
وبفضل حالتها الجيدة، الفترة بين 2001 و2005 المتحف خضع لمشروعات حفرية وإعادة تأهيل لهيكله، من الواجهات والمحركات الداخلية كمشروع جديد للمتحف والذي جعله اليوم بهذه الحالة الجيد.

## زيارة تخيلية
كله يبدأ في ساحة الفحم الشهيرة، مكان استقبال الزوار وأيضا مساحة لإقامة المعارض والاحتفالات، وفي هذه الساحة سابقا بداية من نهر تيجو، كانت تتم تفريغ أطنان من الفحم لتزويد الغلايات. في هذه الساحة كان يوجد الصوامع والغربال والمصاعد التي كانت تخلط وتنقل الفحم إلى الجزء الأعلى من مبنى غلايات الضغط المرتفع.
مدخل المنشأة الصناعية يبدأ بقاعة المعارض، المبنى القديم لغلايات الضغط المنخفض، حاليا مساحة فارغة حيث يتم فيها المعارض المؤقتة وأيضا يمكن أن ترى في هذه القاعة أنابيب البخار وصوامع الفحم من حقبة الغلايات القديمة الزائلة.
من هنا سنصل إلى غرفة المراجل، في المبنى القديم للضغط المرتفع ويمكن للزوار أن يروا أربع مراجل كبيرة مرتفعة حوالي 30 متر، تضم لوحات تحكم محاطة بالوقود ومنافذ الهواء والمرواح وغيرها.
من الجدير بالذكر أن المرجل رقم 15 والتي كأثر تسمح للزائر بالدخول فيها والتعرف على هيكلها ومحتوياتها من ( أرضية وشبكات، وجدران `بايلي´، وحارقة وقود وأنابيب تسخين الماء وغيرها). بالإضافة الي المراجل، هناك مساحة أيضا لمعرفة تاريخ إنشاء وبناء المحطة ومعاناة العمال وظروفهم الصعبة في ذلك الحين.
في الطابق السفلي توجد غرفة الرماد،المكان الذي كان يتم فيه جمع رماد الفحم المحروق أو الفحم الذي سيحرق. لفهم كيفية صعوبة العمل التي كانت موجودة في هذه الغرفة بسبب درجات الحرارة المرتفعة وسوء التنفس الناتج عن حرق الفحم. والمتحف لا يخفي هذه الحقائق ونماذج العمل المختلفة من النجارة والنقل وجودة واصل الفحم المستخدم.
ستواصل السير ستجد قاعة التجارب، وهي مقسمة إلى ثلاث أجزاء:
جزء مخصص لأصول الطاقة سواء (المتجددة أو الأحفورية) و الأخرى للباحثين والعلماء والمساهمين في تقدم وتطور توليد الطاقة الكهربائية، والمساحة الثالثة هي مساحة ( تعلم.... وأنت تلعب) حيث يوجد أنواع مختلفة من التعلم متاحة للجميع كي يتعلموا ويستخدموا الطاقة.
بعد التجارب، ستجد غرفة الماء وفي هذه الساحة والساحة التالية وهي غرفة المحركات، المحتوى يشبه محتوى غرفة الغلايات. حيث الانابيب المطلية بالوان مختلفة كخلفية للمحركات، تجري في الجدران والسقف. كل لون له دلالة حسب المكان وطبيعته، بخار جاف، بخار سائل، ماء وغيرها.
نعود إلى غرفة المياه تشاهد عملية معالجة المياه لإمكانية استخدامها في المراجل. الآلات التي يمكن رؤيتها هي كهربائية، مصححات، والمرشحات من حقبة الأربعينيات في القرن العشرين.
بعد المرور بهذه الغرفة ستجد غرفة المكثفات، مكان هذا الذي استعرضت فيه تلك المكثفات لأجل تبريد البخار، و كذلك المضخات التي تسمح بتصريف الماء من نهر تيجو، المصدر البارد الضروري لسير وعمل مركز الكهرباء. في الجهة الأعلى للغرفة التي استعرض فيها الدارات الكهربائية لمجموعة موالد كهرباء المحطة، يوجد معرض الدائم يسمى وجوه محطة تيجو، تحية لعمال هذه المحطة عبر صور والشاشة «سمعي بصري» التي تبين أنشطتهم وظروف العمل.
في الطابق الأعلى للمكثفات تجد غرفة مولدات كهربائية حيث يوجد اثنين من الخمس توربينات التي كانت تعمل في المحطة. واحدة منها تم دمجها إلى المتحف وعرض هيكلها الداخلي لإتاحة فرصة أفضل للزائر حتى يستوعب كيفية توليد الطاقة الكهربائية.
أخيرا، وفي الطابق العلوي توجد غرفة التحكم حيث رقابة المولدات، والمحطات الفرعية وتوزيعها للكهرباء عن طريق الخطوط الكهربائية من المحطة. اليوم يوجد مساحة للتجارب في المتحف تشرح تاريخ إنتاج الطاقة الكهربائية عن طريق طرق بسيطة على سبيل المثال بطارية الليمون. وكيفية عمل الطاقة المتجددة أو البسيطة ومن إنتاج خاص للمحطة مثل قنينة غاز وضغط طنجرة هذا كل في منظور تعليمي مناسب للجمهور عامة.

## مقتنيات المتحف
مقتنيات متحف الكهرباء لا تقتصر على الجزء المرئي فقط ولكن أيضا في مخزنه. ممتلكات المتحف تكونت عن طريق إعادة القطع المفقودة وأيضا الشراء من المزادات. واكتسابها، والحفظ عليها واختراع قطع جديدة التي أتت من أماكن أخرى من ارض الوطن، أو من تبرعات خاصة.
في هذه اللحظة المتحف يحتوي على عدد كبير من الأصول مثل المراجل و التوربينات والمكثفات من حقبة الثلاثينات حتى الخمسينيات وأيضا المعدات كالقطع والآلات والتي ترجع إلى نهاية القرن التاسع عشر حتى يومنا هذا. توجد أيضا الأجهزة الكهربائية المنزلية والمحركات الكهربائية وأنواع الإضاءة العامة والخاصة من الخشب والحديد، معدات المختبر، صمامات، نماذج وإلى آخره.

## مركز الوثائق
مركز الوثائق لمتحف الكهرباء من ضمن أهدافه ان يكون مركزا متخصص في دراسة ومعرفة الطاقة وخاصة الكهرباء. و هو يتكون من 60000 وثيقة بأشكال مختلفة ( وثائق – خرائط – كتب –فيديوهات. وغيرها) والتي توثق القترة ما بين عام 1848 حتى الآن. أكثر من 90000 صورة وحوالي 15000 كتاب. الذاكرة الخاصة بالكهرباء( في كل نواحيها. التقنية والإنتاجية والاقتصادية والتاريخية والاجتماعية) وأيضا يوجد دراسات حول المتحف كأثر وعن الاثار الصناعية، المتحف، ونقاط ثقافية عامة ومنشورات دورية. المركز به أيضا سياسة للكشف ودمج للوثائق والتي يمكن ان يتم متابعتها عبر الانترنت أو في المركز نفسه. وأيضا نشر الأبحاث عن تاريخ الكهرباء في البرتغال.

## الأنشطة

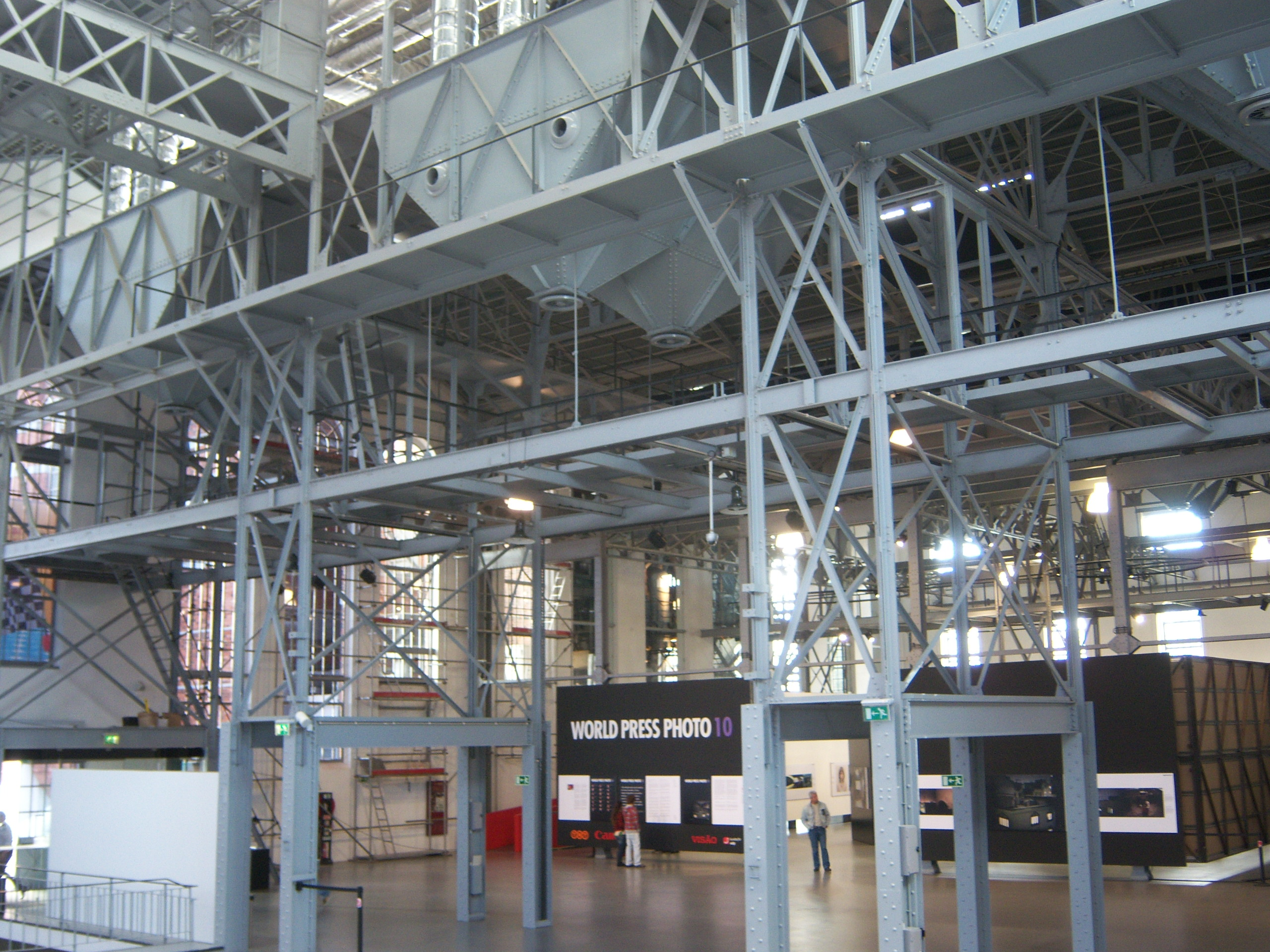
غرفة المراجل ذات الضغط العالي، وهي حالياً غرفة عرض مؤقتة. متحف الكهرباء.

طوال العام تحدث أنشطة مختلفة في متحف الكهرباء سواء في الداخل أو في الخارج مثل المعارض المؤقتة و «شهر العلوم» و المؤتمرات والندوات وغيرها. وأيضا ساحة الفحم لا تعتبر مكانا لاستقبال والترحيب بالزائرين فقط ولكن تستخدم كقاعة مكشوفة حيث يحدث فيها كثير من الاحتفالات والأنشطة.

### شهر العلوم
خلال شهر مايو في ساحة الفحم يتم فاعلية شهر العلوم والتي تتضمن العديد من الأنشطة المختلفة. أول مهرجان سنوي كان في 2009 بالرغم من حدوث الاحتفال في الماضي. الأنشطة في شهر العلوم متعددة على سبيل الميثال أولمبياد الفيزياء (للشباب والطلبة) أيضا يتم العرض الوطني للعلوم وحفلة للأطفال ومهرجان وتجمع الشمس . نشاط أولمبياد الفيزياء يدعم من المجتمع البرتغالي للفيزياء وباقي الأنشطة تدعم من قبل متحف الكهرباء.

### جولات ارشادية
متحف الكهرباء يوفر جولات ارشادية ديناميكية لمن يريد أن يستوعب بتفاصيل أكثر حول إنتاج الكهرباء في محطة للطاقة الحرارية. الزيارات تعالج أيضا مسألة الطاقة المتجددة وتشمل العديد من التجارب التعليمية البسيطة بالكهرباء. وتركز على مصادر الطاقة المتجددة، والتجارب المنزلية في إنتاج الكهرباء وتتم بمساعدة المرشدين، وهم فريق من الشباب وعلى استعداد ورغبة في التوضيح للزوار يمكن تحديد موعد الزيارات للمجموعات كل أيام الأسبوع. في نهاية الأسبوع تتم الزيارات دون حاجة إلى المواعيد قبل الزيارة لكل من يريد زيارة المتحف.

## معلومات

### العنوان
Av. de Brasília, Central Tejo
1300-598 Lisboa
رقم الهاتف العام: +351 21 002 81 30
الفاكس: +351 21 002 81 04 / 39
هاتف الاستقبال:+351 21 002 81 90

### وقت العمل
مفتوح من الثلاثاء إلى الأحد من الساعة العاشرة صباحا إلى السادسة مساء، الاجازات السنوية والعطل. أيام الاثنين ويوم 1 يناير ويوم 1 مايو ويوم 25 دجنبر
الدخول مجانا

### الحجز للمجموعات
+351 21 002 81 02 / +351 21 002 81 30
زيارات دون موعد: أيام السبت والأحد على الساعة العاشرة والنصف صباحا والساعة الثانية عشر ظهرا والساعة الثالثة بعد الزوال والساعة الرابعة والنصف
التسجيل ونقطة مكان الاجتماع في مكتب الاستقبال
مدة الزيارة: من ساعة واحدة إلى ساعة ونصف تقريبا

### نقل ومواصلات
عربة كهربائية تقليدية ( اليكتريكو) رقم: 15
حافلات رقم28 – 714-717-729-751
( Cais do Sodré - Cascais ( ( Estação de belém )) قطار: رصيف سودري، كشكايش ( محطة بيليم
( Trafaria - Belém e Cacilhas - Belém ) قارب: طرافاري، بيليم وكاسيليش، بيليم

## الروابط الخارجية
- إي دي بي متحف الكهرباء
- ويكي الطاقة. فئة متحف الكهرباء
- قاعدة البيانات لمركز الواثائق نسخة محفوظة 12 سبتمبر 2011 على موقع واي باك مشين.
- الموقع الرسمي لشهر العلوم نسخة محفوظة 13 يونيو 2010 على موقع واي باك مشين.
- لائحة تراث ايبار
- متحف الكهرباء. متحف تاريخي. متحف المستقبل. نص بمجلة انجنيم[وصلة مكسورة]
- (بالإسبانية) Monsacro.net: متحف الكهرباء